# Antiparos

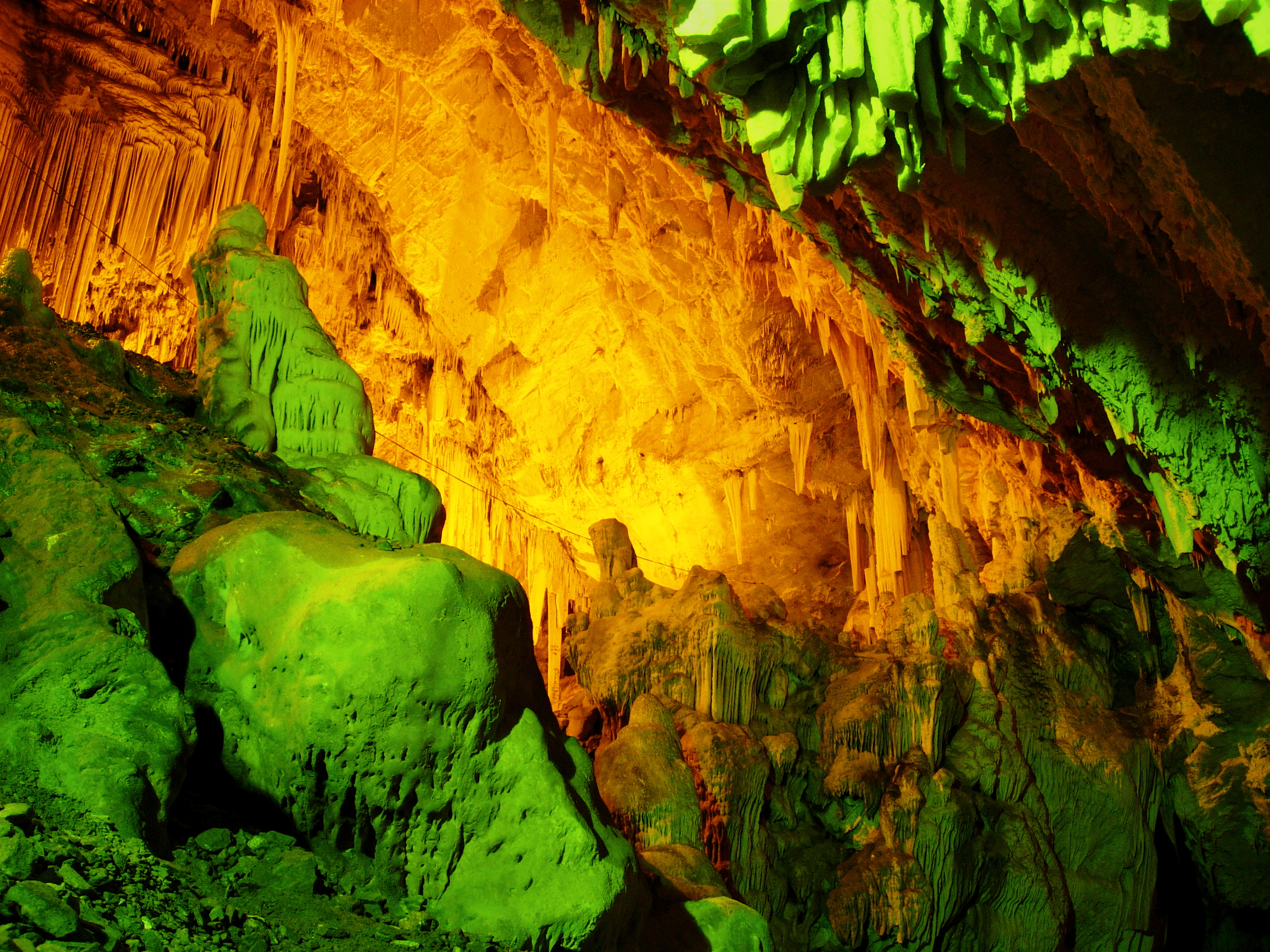
De grot van Antiparos

Antiparos (Grieks: Αντιπαρος, Antíparos) is een klein Grieks eiland en gemeente in de Egeïsche Zee in de Griekse bestuurlijke regio (periferia) Zuid-Egeïsche Eilanden. Het ligt ongeveer vijf minuten varen verwijderd van het eiland Paros. Beide eilanden behoren tot de archipel de Cycladen. Het eiland heeft een oppervlakte van 35 km² en een inwoneraantal van ca. 1200.

## Algemeen
De kustlijn is ongeveer 57 kilometer lang. Het toerisme is een belangrijke activiteit op het kleine eiland. De verbinding met Paros wordt onderhouden met een autoveer. Vanaf Paros is Athene (Piraeus) te bereiken. 
Antiparos is vooral bekend vanwege de grot van Agios Ioannis die zo'n honderd meter diep de hoogste berg van het eiland in loopt. Op Antiparos was lang een enkel dorp, 'Kastro' genoemd naar de er aanwezige authentieke Venetiaanse kastro. Dit is een burcht uit 1440 die bestaat uit een in een rechthoekige vorm tegen elkaar aan gebouwde reeks bijna gelijkaardige huisjes met een of twee verdiepingen die alle naar het centrum van de rechthoek gericht zijn. De etagewoningen zijn enkel via buitentrappen bereikbaar. Het complex heeft slechts anderhalve ingang en was gemakkelijk verdedigbaar. Op het binnenplein staat een soort bolwerk waartegen een jonger Grieks-orthodox kerkje leunt.
In het dorp is een klein cultuurhistorisch museum.

## Dorpen
In de nabijheid van de grot Agios Ioannis, op de zuidelijke vlakten van het eiland, ontwikkelt zich - in het verlengde van een groeiend aantal vakantieverblijven - langzamerhand een tweede dorp.

## Recreatie
Er zijn diverse winkeltjes en taverna's en er is een camping. Er is een officieus naaktstrand. Naast de bovengenoemde grot en burcht is er op Antiparos weinig monumentaals.

## Geschiedenis
De eerste bewoners van Antiparos waren mogelijk Minoïers of anders de Phoeniciers. Er zijn archeologische vondsten gedaan die beide theorieën ondersteunen. Sindsdien is het eiland tot aan de Byzantijnse periode onbewoond gebleven. 
In 1207 werd Antiparos onderdeel van het Hertogdom Naxos. Dit leidde ertoe dat het eiland een klein aantal permanente bewoners kreeg. Later werd het een uitvalsbasis voor piraten. In de 15e eeuw kwam het eiland in het bezit van de Republiek Venetië. De Venetianen bouwden het fort en daarbij ontstond het dorp.
In 1794 werd het eiland grondig geplunderd door Griekse piraten. Zij namen ook de dochter van de Venetiaanse gouverneur mee.